# (19209) 1992 UW2
(19209) 1992 UW2 est un astéroïde de la ceinture principale d'astéroïdes découvert en 1992.

## Description
(19209) 1992 UW2 a été découvert le 25 octobre 1992 à Kiyosato (Japon) par Satoru Ōtomo.

### Caractéristiques orbitales
L'orbite de cet astéroïde est caractérisée par un demi-grand axe de 2,28 UA, un périhélie de 1,79 UA, une excentricité de 0,22 et une inclinaison de 5,93° par rapport à l'écliptique. Du fait de ces caractéristiques, à savoir un demi-grand axe compris entre 2 et 3,2 UA et un périhélie supérieur à 1,666 UA, il est classé, selon la JPL Small-Body Database, comme objet de la ceinture principale d'astéroïdes.

### Caractéristiques physiques
(19209) 1992 UW2 a une magnitude absolue (H) de 14,4 et un albédo estimé à 0,158.